# Renzo Vescovi
Renzo Vescovi (Mantova, 15 agosto 1941 – Bergamo, 3 aprile 2005) è stato un regista teatrale italiano.
Ha rifondato il Teatro Tascabile di Bergamo nel 1973 e lo ha diretto per trentadue anni, fino all'anno della sua morte. È stato maestro di attori, regista di tutti gli spettacoli del Tascabile tra il 1973 e il 2005, conoscitore del teatro classico indiano. In India, era considerato un interlocutore alla pari dai maestri delle forme classiche. Ha teorizzato e praticato tra i primi un ponte di lavoro tra attori di formazione occidentale e attori-danzatori degli stili classici asiatici.

## Biografia
Renzo Vescovi nasce a Mantova nel 1941. Compie i suoi studi a Milano, dove si laurea in lettere classiche nel 1965. Diventa lettore di italiano all'Università di Clermont Ferrand, assistente di Mario Fubini presso l'Università Statale di Milano, insegnante di lettere a Milano e a Bergamo.
Tra il 1967 e il 1972 partecipa come attore e come regista dilettante ad alcuni spettacoli del Teatro Tascabile di Bergamo. All'inizio degli anni Settanta, entra in contatto con Eugenio Barba (di cui si considera discepolo) e Jerzy Grotowski. Nel 1973 rifonda il Teatro Tascabile, trasformandolo : i nuovi attori, privi di esperienze precedenti, cominciano a lavorare seguendo le vie indicate dall'Odin Teatret e dal Teatr Laboratorium. Il Teatro Tascabile partecipa ai grandi incontri di Terzo Teatro o Teatro di Gruppo organizzati e diretti da Barba in diverse parti del mondo.
Nel 1977 partecipa all'organizzazione del grande “Atelier internazionale del teatro di Gruppo”, diretto da Eugenio Barba e promosso dall'UNESCO, in collaborazione con L'Azienda Autonoma di Turismo di Bergamo, con 42 gruppi partecipanti provenienti da trenta paesi. A partire dal '77, Vescovi guida il Teatro Tascabile in un'esplorazione delle tecniche del lavoro di strada, di cui diventano specialisti (in particolare per l'uso dei trampoli) e innovatori. Nel 2004, per organizzare un grande evento all'aperto a Lecco intorno ai Promessi Sposi (il Corteo Manzoniano, che si ripeterà anche l'anno successivo) Vescovi reinventa la tecnica drammaturgica dei pageant (carri o piccoli palcoscenici mobili) medioevali.
Nel frattempo, nel 1977, Vescovi ha incontrato Aloka Panikar, una delle maggiori interpreti dello stile Orissi del teatro classico indiano. Da questo momento, gli attori del Teatro Tascabile iniziano un lento processo di apprendimento delle tecniche asiatiche, e di studio dei principi delle tecniche d'attore orientali. Inizia anche l'attività di studioso e di organizzatore dei teatri classici indiani.
Vescovi è stato un esploratore di nuovi territori teatrali, in particolare per quel che riguarda i contatti e le possibili intersezioni tra teatri classici indiani e teatri d'avanguardia europei, sia dal punto di vista degli spettacoli che della formazione dell'attore. È stato autore di numerosi saggi, raccolti dopo la sua morte nel volume Scritti dal Teatro Tascabile, curato da Mirella Schino (Bulzoni, 2007), nei quali ha esplorato problemi inerenti al teatro di strada, al teatro di gruppo, alla storia e alle pratiche dei teatri danza-classici indiani, alla formazione dell'attore.
Oltre alla sua attività di regista e pedagogo d'attori è stato promotore di Festival, rassegne e manifestazioni. Fonda l'Accademia delle forme sceniche di Bergamo e, nel 1981 insieme al Guru Maya Dhar Raut della Bharatiya Kala Kendra di New Delhi fonda l'IXO (Istituto di Cultura Scenica Orientale), ente che promuove una serie di iniziative volte a diffondere la conoscenza del teatro, della musica e della danza della tradizione orientale. L'Istituto si avvale del contributo di un Comitato scientifico internazionale composto da artisti, studiosi e istituzioni di varie parti del mondo che garantiscono lo spessore culturale e artistico-spettacolare delle manifestazioni organizzate.
Dopo la sua morte, nel 2005, i suoi attori hanno deciso di continuare l'attività del Teatro Tascabile di Bergamo, senza sostituire il loro regista scomparso, ma elaborando un metodo originale di regia collettiva. Nel 2020, l’antico refettorio dei Carmelitani presso l'ex Monastero del Carmine a Bergamo è stato ribattezzato "Teatro Renzo Vescovi" dalla compagnia. Dal 1996 il TTB utilizzava lo spazio per le prove, gli spettacoli e le ospitalità.

## Spettacoli
Dal 1973 al 2005, anno della sua scomparsa, Renzo Vescovi come direttore del TTB ha prodotto 32 spettacoli presentati in 36 Paesi di 4 continenti.
- 1973 L'Amor Comenza
- 1975 Intermezzo
- 1976 Franco Aprendita Paliacio
- 1977 Albatri[2]
- 1978 Paolo il Clown
- 1979 Suite Indienne 1; Sonja[2]
- 1980 Suite Indienne 2; Shiva Nataraja
- 1981 Suite Indienne 3; Konarak; Piccola Parata Notturna[2]
- 1982 Suite Indienne 4; Si fa per ridere
- 1983 Storie di Mariposa[2]
- 1984 Alla Luna[2]
- 1985 Fuochi d'artificio; Sonata op. 16; Invito alla danza
- 1986 L'Aria Infinita[2]; Fiori[2]; Parata d'Apertura[2]
- 1987 Storie d'amore e di demoni; Sogni vagabondi
- 1988 Frecce di Miele; Embriogenesi di "Una rana in fondo al pozzo"; La strega e la fanciulla
- 1990 Devadasi; Tamburi nella notte
- 1992 Esperimenti con la verità; Canti d'amore; Storie dal Mahabharata
- 1993 Materiali per le "Storie del giardino dei peri"[2]; Suite Indienne 5
- 1994 Valse[2]; Nel nome di Kama
- 1995 La danza degli dei; Storie del giardino dei peri[2];
- 1996 Il velo di Maya; Amor sacro, amor profano; La saga di Peer Gynt
- 1997 Un barbaro in Asia; Il Principe dei gigli; La pagoda nera
- 1998 L'oceano di latte
- 1999 La danza di Shiva; Quale un recamo di concertate pezzette[2]; Le orme
- 2000 Il Raja di Kottarakkara
- 2002 E d'ammuri t'arricuordi; Con suoni e con canti
- 2003 La schiava divina; La rosa dei venti[3]
- 2004 Corteo Manzoniano[3]
- 2005 Nava Rasa; Ballo in maschera per l'ultima sera di Carnovale[2]

## Festival e rassegne

### Nella città di Bergamo e provincia
- 1975 Invito alla Festa - Una proposta teatrale per la Val di Scalve
- 1976 Invito alla Festa
- 1977 Invito alla Festa – Atelier Internazionale sul teatro di Gruppo (promosso dall`Institut International du Théâtre, sezione dell`UNESCO, in collaborazione con l'Azienda Autonoma di Turismo di Bergamo) 28 agosto/6 settembre, 42 gruppi partecipanti provenienti da 30 paesi
- 1978 Invito alla Festa - Musica a teatro
- 1979 Alle radici del teatro
- 1980 Musica a teatro
- 1981 Il Sapore della danza
- 1982 La città in scena
- 1983 Un Teatro per la città
- 1984 Tre sonate al chiaro di luna
- 1985 Alle frontiere del teatro - Verso un'antropologia della danza
- 1985-2000 Sonavan... le vie dintorno - Festival Internazionale di teatro musica e danza (16 edizioni)
- 1998-2004 Il Teatro vivo - introduzione al teatro del ‘900

### Altre provincie d'Italia e del mondo
- 1978 Festival Internazionale del Teatro in Piazza (S. Arcangelo di Romagna)
- 1979 Festival Internazionale del Teatro in Piazza (S. Arcangelo di Romagna) - L'Attore che danza (Como)
- 1981 Festival Internazionale del Teatro in Piazza (S. Arcangelo di Romagna) - Le riserve del teatro (Lecco)
- 1982 Festival Internazionale del Teatro in Piazza (S. Arcangelo di Romagna) - Oriente-Occidente (Rovereto) - I paesaggi del teatro (Piacenza)
- 1983 Festival Internazionale di Madrid (Spagna) - Festival di Ajaccio (Francia) - Le Strade del teatro (Abruzzo)
- 1984 Dolce e chiara è la notte (Brescia)
- 1985 Chiare, fresche e dolci acque (Brescia)
- 1987 Sonavan... le vie dintorno (in collaborazione con Teatro Telaio-Brescia) - Encuentro Internacional de Teatro Antropologico (Bahia Blanca - Argentina) - Reencuentro Ayacucho (Cuzco-Perù)
- 1988 Sonavan... le vie dintorno (in collaborazione con Teatro Telaio-Brescia) - Festival Internazionale di Chieri (Chieri)
- 1989 Sonavan... le vie dintorno (in collaborazione con Teatro Telaio-Brescia) - La Cultura del Teatro - Esperienze teatrali tra antropologia e ricerca (Mantova)
- 1990 La Noche de los Reyes (Madrid-Spagna)
- 1991-1995 Dolce e chiara è la notte (Como)
- 1991 Un Teatro per tutte le stagioni (Chieti) - Masques et bergamasques (Bergamo)
- 1992 Un Teatro per tutte le stagioni (Chieti) - Masques et bergamasques-il gioco delle maschere: Oriente e Occidente (Bergamo)
- 1995 Il Mantello di Arlecchino (Riccione)
- 1996 e 1998 Nei plenilunii sereni (Como)
- 1997 The Discovery of India (Milano) - Il teatro vivo (Seriate, Bergamo)
- 1999 Per le strade del mondo… (Lecco)
- 2001 Quel ramo del lago… (Lecco)
- 2002-2003 Odin Teatret a Bergamo
- 2003 Ville en fête (Nyon-Svizzera) - Vinden Festival di Lemvig (Danimarca)
- 2004 Corteo manzoniano (Lecco)

## Il Fondo librario Renzo Vescovi
Il Fondo librario Renzo Vescovi raccoglie circa 1300 volumi dedicati al teatro, alla danza, alla cultura orientale e ai maestri del teatro occidentale del '900. Include inoltre una raccolta di video di performance teatrali e materiali di archivio sugli spettacoli della compagnia, appunti, note di regia e manoscritti. Il Fondo, donato nel 2012 dal Teatro Tascabile alla Facoltà di Lettere dell'Università di Bergamo che ne ha curato la catalogazione, è custodito presso il Teatro Tascabile.